# Chełmiński Park Krajobrazowy
Chełmiński Park Krajobrazowy – park krajobrazowy położony w województwie kujawsko-pomorskim w Dolinie Dolnej Wisły na jej prawym brzegu. Rozciąga się od okolic Unisławia na południu po okolice Grudziądza na północy. Zajmuje powierzchnię 223,36 km².
Wraz z Nadwiślańskim Parkiem Krajobrazowym i Parkiem Krajobrazowym Góry Łosiowe funkcjonuje w ramach Zespołu Parków Krajobrazowych nad Dolną Wisłą z siedzibą w Świeciu, ul. Sądowa 5.

## Historia
Chełmiński Park Krajobrazowy został utworzony na mocy rozporządzenia nr 11/98 Wojewody Toruńskiego z dnia 15 maja 1998. W marcu 1999 roku połączono go ze znajdującym się na przeciwległym brzegu rzeki Nadwiślańskim Parkiem Krajobrazowym, tworząc Park Krajobrazowy Doliny Dolnej Wisły (przemianowany w 2003 roku na Zespół Parków Krajobrazowych Chełmińskiego i Nadwiślańskiego). Jednakże rozporządzenie wojewody tworzące ten park zostało unieważnione wyrokiem Naczelnego Sądu Administracyjnego, więc powrócono do dwóch oddzielnych parków krajobrazowych – Zespół Parków Krajobrazowych Chełmińskiego i Nadwiślańskiego został zlikwidowany we wrześniu 2005 roku, a w jego miejsce ponownie utworzono dwa parki: Nadwiślański Park Krajobrazowy i Chełmiński Park Krajobrazowy, którymi zarządzał Zespół Parków Krajobrazowych Chełmińskiego i Nadwiślańskiego. W 2018 roku, po włączeniu nowo utworzonego Parku Krajobrazowego Góry Łosiowe do zespołu, zmieniono jednocześnie jego nazwę na Zespół Parków Krajobrazowych nad Dolną Wisłą.

## Rezerwaty przyrody
Na terenie Chełmińskiego Parku Krajobrazowego znajdują się następujące rezerwaty przyrody:
- Góra św. Wawrzyńca
- Łęgi na Ostrowiu Panieńskim
- Ostrów Panieński
- Płutowo
- Zbocza Płutowskie